# Mediterranean Conference Centre
Il Mediterranean Conference Centre (in maltese Dar il-Mediterran għall-Konferenzi, letteralmente "Centro Conferenze Mediterraneo") è un centro congressi che si trova a La Valletta.
L'edificio che ospita il Mediterranean Conference Centre venne costruito nel 1574 per servire come ospedale in sostituzione di quello già esistente a Birgu ed era conosciuto come Sacra Infermeria. La costruzione è solitamente attribuita a Girolamo Cassar e venne completata verso la fine del XVI secolo. Fino al XVIII secolo fu uno dei principali ospedali d'Europa ed aveva la capacità di ospitare fino a 2.500 pazienti.

L'ospedale doveva accogliere pazienti maltesi e stranieri e fornire alloggio ai pellegrini diretti verso la Terra Santa. Aveva anche due farmacie e nel 1596 venne costruita un'ala destinata ad accogliere i pazienti con malattie veneree e contagiose. Durante il regno del Gran Maestro Raphael Cotoner, l'infermeria venne ampliata, con l'aggiunta di più reparti, e continuò ad ingrandirsi fino al 1666, durante il regno del successore e fratello, Nicolas Cotoner.

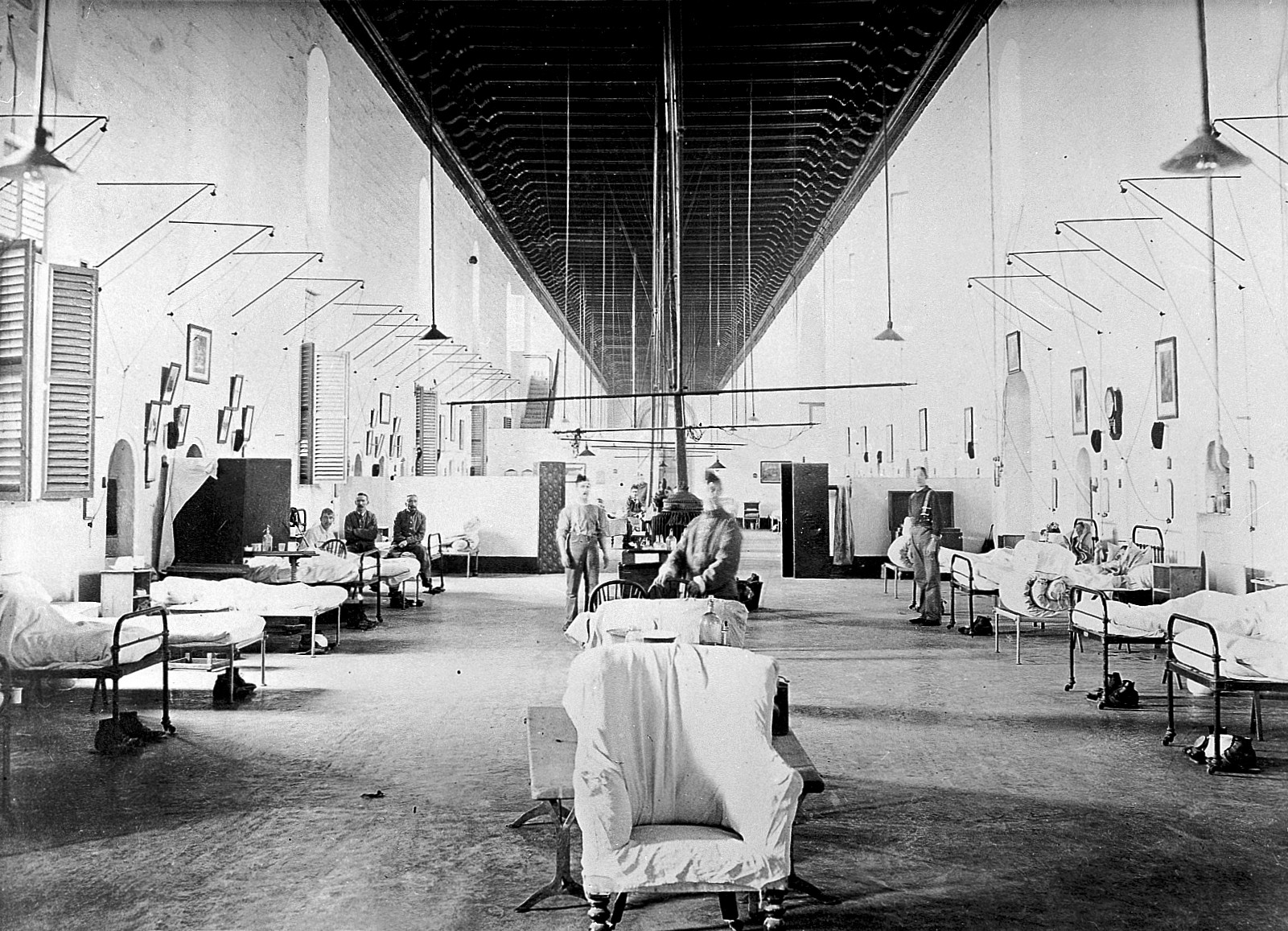
Il Grande Reparto nel 1906

Quando i francesi occuparono Malta nel 1798, apportarono modifiche all'ospedale, migliorandone la ventilazione, i servizi igienici e l'illuminazione e lo trasformarono anche in ospedale militare per curare i marinai e soldati francesi. Durante il periodo coloniale l'ospedale prese il nome di Station Hospital e accoglieva i soldati britannici feriti portati dalle navi ospedale, grazie alla posizione strategica sul Porto Grande. L'ospedale fu molto utilizzato soprattutto durante le guerre napoleoniche, la guerra di Crimea e la prima guerra mondiale, dopo la quale perse la sua funzione.

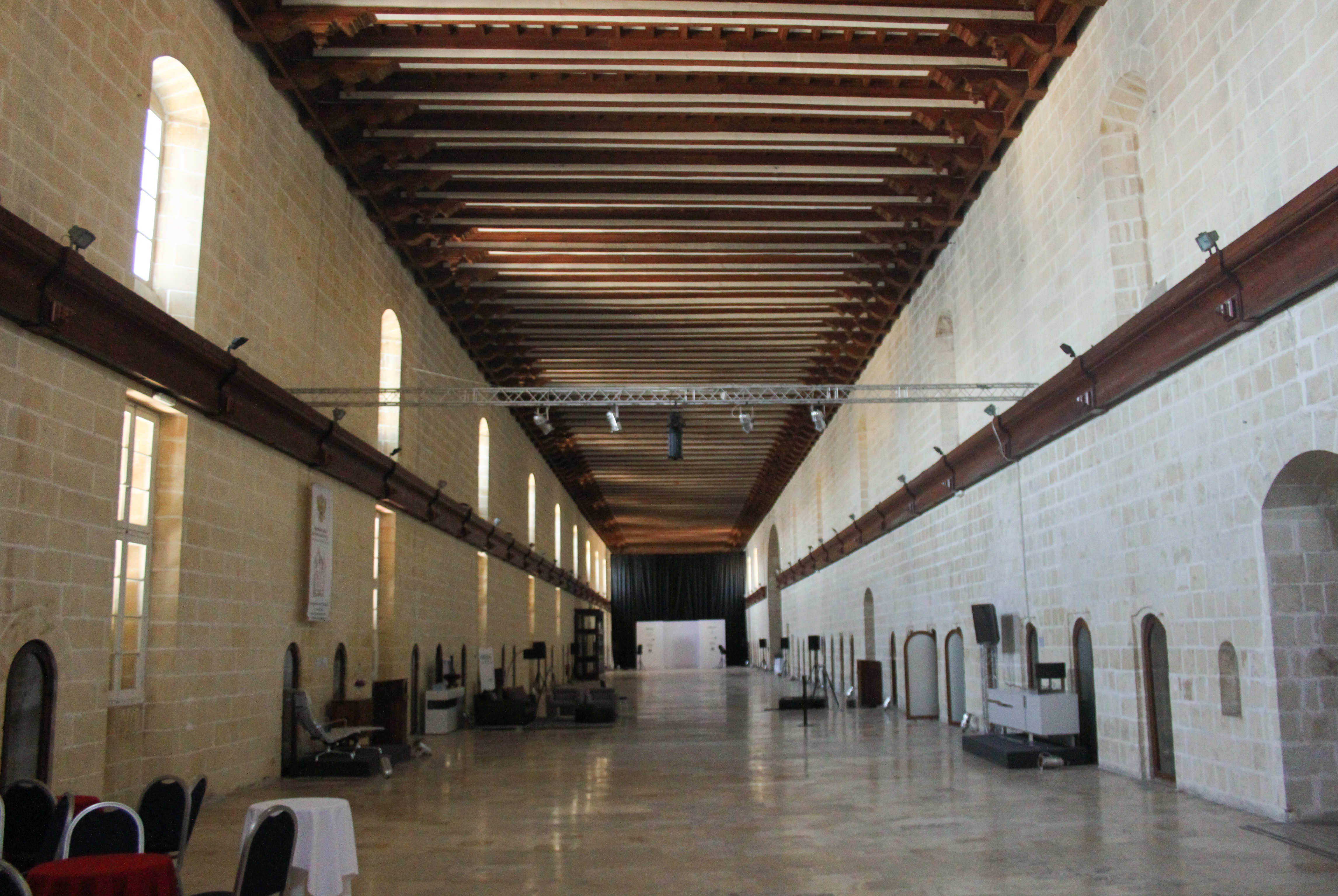
Il Grande Reparto oggi

Dal 1920 al maggio 1940 la struttura venne usata come quartier generale delle forze di polizia di Malta, ma durante la seconda guerra mondiale venne evacuato a causa delle distruzioni. Nel dopoguerra venne utilizzata come sala di comando delle Truppe Alleate e successivamente come teatro per bambini, scuola e centro d'esami.
Nel 1979, dopo un restauro durato un anno, venne inaugurato l'attuale centro convegni.
Il 20 novembre 2016, il centro ha ospitato il Junior Eurovision Song Contest.
La Sacra Infermeria è elencata nell'Inventario Nazionale dei Beni Culturali delle Isole Maltesi.